# Fini Modena
Fini Modena – żeński klub siatkarski z Włoch. Został założony w 1962 w mieście Modena. Klub zakończył swoją działalność w 1973.

## Sukcesy
- Mistrzostwo Włoch:
  -  1969/1970, 1970/1971, 1972/1973, 1973/1974